# Žabalj
Žabalj (cyr. Жабаљ) – miasto w Serbii, w Wojwodinie, w okręgu południowobackim, siedziba gminy Žabalj. Jest położone w południowo-wschodniej części regionu Baczka. W 2011 roku liczyło 9161 mieszkańców.